# 赵长军
赵长军（1960年10月—），男，回族，河南开封人，中国武术运动员、影视演员、武术指导，武英级运动员，被誉为“武术外交家”、“武坛王子”。1994年被评为建国45周年体坛45英杰。其弟子有甄子丹等。